# Hammerfest
Hammerfest  är en stad och centralort i Hammerfests kommun i Finnmark fylke i Norge, på ön Kvaløya.

## Historik
År 1684 fick det lilla fiskeläget kyrka och präst. Då bodde här omkring 60 personer. Hammerfest blev stad 1789 och har beskrivits som världens nordligaste stad.
Staden har varit utsatt för förödelse.  År 1890 var det en stor brand som förstörde merparten av de 146 hus som då fanns. När staden skulle byggas upp igen efter den stora branden 1890 fick man, som första stad i Europa, elektriskt ljus.
Den största förödelsen kom 1944, då tyskarna under sitt tillbakadragande i norra Norge, skövlade hela staden. Allt förstördes, utom gravkapellet som stod kvar.
Bygget av mottagningscentralen för gas från Snøhvit-fältet betydde många nya invånare. Centralen togs i bruk 2007.

## Näringar
Staden lever av fiske, dess kringnäringar, båtreparationer och kusttrafik. På ön Melkøya finns en mottagningscentral för gas från det stora gasfältet Snøhvit-fältet ute i havet, vilket togs i bruk 2007.
Kvaløya är också renbetesmark, vilket leder till konflikter, till exempel då renarna betar i invånarnas trädgårdar. Det finns tvåtusen renar på Kvaløya.
Lokaltidningen Finnmarks Dagblad har omkring 10.000 abonnenter. Flygplatsen har cirka. 80.000 passagerare per år. Hurtigruten trafikerar staden.

## Sevärdheter
- Gjenreisningsmuseet for Finnmark og Nord-Troms lyfter fram hela regionens historia och kultur. Genom bilder, föremål och filmer ges en inblick i Finnmarks historia, inte minst under och efter andra världskriget.
- Hammerfests kyrka byggdes efter kriget och har en stor glasmålning bakom altartet, gjord av Jardar Lunde, i häftiga färger. I anslutning till kyrkan ligger gravkapellet, enda byggnaden som var kvar efter kriget.
- Isbjörnsklubben är ett slags privat museum, skapad framför allt för kryssningsturisterna, med utställningar om stadens historia.
- Meridianstøtten restes 1856 till minne av den första internationella mätningen av jordens storlek. Den står på den lilla halvön Fuglenes utanför hamnområdet.
- Fontänen vid Rådhusplatsen är en gåva av USA:s förre ambassadör Charles Ulrick Bay, vars mor hade sina rötter i Hammerfest.
- St Michaels kirke, världens nordligaste katolska kyrka.

## Kända personer från Hammerfest
- Turi Josefsen (1939-), affärskvinna.
- Bjørn Sundquist (1948–), skådespelare.